# Yeva Meleshchuk
Yeva Yaroslavivna Meleshchuk –en ucraniano, Єва Ярославівна Мелещук– (Kiev, 29 de septiembre de 2001) es una deportista ucraniana que compite en gimnasia rítmica, en la modalidad de conjuntos.
Ganó una medalla de plata en el Campeonato Europeo de Gimnasia Rítmica de 2023, en la prueba por equipos. Participó en los Juegos Olímpicos de Tokio 2020, ocupando el séptimo lugar en la prueba de conjuntos.

## Palmarés internacional
| Campeonato Europeo | Campeonato Europeo | Campeonato Europeo | Campeonato Europeo   |
| Año                | Lugar              | Medalla            | Prueba               |
| ------------------ | ------------------ | ------------------ | -------------------- |
| 2023               | Bakú (Azerbaiyán)  | Medalla de plata   | Concurso por equipos |